# Alan Hatherly
Alan Hatherly, född 15 mars 1996 i Durban, är en sydafrikansk tävlingscyklist som tävlar i bland annat mountainbike.

## Karriär
Alan Hatherly har deltagit vid OS 2016 och OS 2020 där han placerade sig på plats 26 respektive plats 8 i terrängloppet. Vid olympiska sommarspelen 2024 tog han brons i terrängloppet, och blev därmed den första afrikanen att vinna en OS-medalj i herrarnas terränglopp.